# Sergent-major Eismayer
Pour plus de détails, voir Fiche technique et Distribution.
Sergent-major Eismayer est un film dramatique autrichien réalisé par David Wagner, sorti en 2022.

## Fiche technique
Sauf indication contraire, les informations mentionnées dans cette section peuvent être confirmées par les bases de données cinématographiques IMDb et Allociné,  présentes dans la section « Liens externes ».
- Titre original : Sergent-major Eismayer
- Réalisation : David Wagner
- Scénario : David Wagner
- Musique : Lylit
- Décors :
- Costumes : Monika Buttinger
- Photographie : Serafin Spitzer
- Son : Claus Benischke
- Montage : Stephan Bechinger
- Production : Sabine Gruber et Arash T. Riahi
- Sociétés de production : Golden Girls Production
- Société de distribution : Optimale Distribution
- Budget :
- Pays de production :  Autriche
- Langue originale : allemand
- Format :
- Genre : Drame
- Durée : 87 minutes
- Dates de sortie :
  - Italie : 4 septembre 2022 (Venise)
  - Suisse : 27 septembre 2022 (Zurich)
  - Autriche :
    - 23 octobre 2022 (Vienne)
    - 28 octobre 2022 (en salles)

  - France : 
    - 12 décembre 2022 (Les Arcs)
    - 13 décembre 2023 (en salles)

  - Canada : 29 septembre 2023 (Winnipeg)

## Distribution
- Gerhard Liebmann : Charles Eismayer
- Luka Dimic : Mario Falak
- Julia Koschitz : Christina Eismayer
- Anton Noori : Striegl
- Christopher Schärf : Karnaval
- Karl Fischer : Hierzberger
- Lion Tatzber : Domonik Eismayer
- Mona Kospach : Maria